# Novéntame otra vez
Novéntame otra vez (Ochéntame otra vez hasta la 6.ª temporada) fue un programa de televisión emitido a través de La 1 de Televisión Española desde el 16 de enero de 2014 hasta el 20 de mayo de 2021.
El espacio consistía en una retrospectiva de la historia de España, entre las temporadas 1.ª y 6.ª de la década de los ochenta y desde el último episodio de la 6.ª temporada, de la década de los noventa, mediante documentales monográficos sobre  música, arte, folclore y personajes famosos. 
El programa estaba producido por Ganga Producciones en colaboración con RTVE.

## Equipo
- Dirección de Contenidos Generales de RTVE: Amalia Martínez de Velasco.
- Dirección de Originales de RTVE: Ana María Bordas.
- Dirección de Entretenimiento de TVE: Carlos Mochales y Toñi Prieto.
- Producción ejecutiva de Ganga: Miguel Ángel Bernardeau, Daniel Gavela, Javier Cuadrado Carrera y J.J. Lara.
- Dirección de producción: Marcos Esteban, Javier Cuadrado Carrera y Juan Casado (Ganga) y Victoria Prada, Marina Bretos, Esteban Vélez, Carmen Ortiz y Raúl Vicente (TVE).
- Dirección: Jordi Barrachina, Paloma Concejero, Irene Arzuaga y Javier Martín Gaitero.
- Producción ejecutiva de RTVE: Rosa Pérez Roa.
- Redacción: Sol Alonso, Ana Borderas, Daniela Choclán, Paloma Concejero, Luis Miguel Flores, Michel Goñi, Juan Antonio Lama, Javier Martín Gaitero, Luis Manuel Mínguez, Paloma Quintanilla, Luis Felipe Torrente, Eduardo Verdú y Roger Persiva.
- Montaje: José Luis Picado, Vanessa Marimbert, Antonio Gómez-Escalonilla, Adoración G. Elipe, Juan Pedro Diez, Raúl Espinosa, Chuchi Espinosa, Buster Franco, Derek I. Hebrard, Tutxi Rodríguez y Daniel Garattoni.
- Coordinación de entrevistas: Paloma Quintanilla.
- Coordinación de derechos audiovisuales: Claudia Alfaro.
- Coordinación de documentación: Jorge Rodríguez de Fonseca, Amaia Larrañaga, María del Viso Torres, Ruth Soria, Ana Real de Asúa, Ana Aguado, Manolo Real, Noelia Adánez, Gisele Rodríguez y Arantza Prádanos.
- Documentación: María del Viso Torres.
- Dirección de fotografía: Lucas Chelós
- Imagen: Lucas Chelós, Luis Miguel Pulido, Juan Carlos Concejero, Paco Sánchez Polo, Adrián Roca, Kike Arias, Rubén Cardeña, Raúl Mota, Juan Antonio Planet, Jesús García y Alberto de Castro.
- Jefe de producción de RTVE: Carmen Ortiz y Raúl Vicente.
- Producción: Javier Suárez, Marga Roca, Nerea Herrero, Natalia García y Laura Mayoral.
- Sonido: Antonio Carreres, Martín Poveda, Salvador López, Sergio Madruga, Jaime Gómez, Nacho Ramírez, J.J Vacas y Marcos Osorio.
- Eléctrico: Dionisio Alarcón, Juan A. Caso, Pablo Conde, Alberto Merino de Vega, Miguel Torrecilla, Rubén Cardeña, Miguel Muro, Daniel Merino, Óscar Borrajo y Nicolás Rodríguez.
- Auxiliar cámara: Adrián Roca, David López-Cogolludo, Javier Soriano, Alejandro Ibáñez, Nuria Masía, Alfonso Deus y Nerea Osuna.
- Maquillaje / peluquería: Leire Loperena, Mónica Alcocer, Elena Chico, Esther Campo, María Rodrigo y África Mateos.
- Coordinación de producción: Esperanza Carlón y Malena García.
- Dirección técnica: José Luis Gómez.
- Coordinación de postproducción: Marcos Esteban.
- Mezclas: Salvador López.
- Etalonaje: Alberto Cayuela, Elena Humanes, Alejandro Ibáñez y Raúl Lavado Verdú.
- Transcripción: Raquel Alcázar, Silvia Fernández y Transcripción.Info .
- Digitalizador: Adrián García.
- Informática: Juan Antonio Chaparro.
- Dirección comercial: Clarisa Guercovich.
- Administración: Chus de la Granja.
- Asesoría jurídica: Pablo García.
- Prensa / documentación: Cristina Lago y Carmen Pastor.
- Marketing digital: Christian Carrillo.
- Conductores: Jorge Martín, Miguel Heredia, Eduardo del Val, Gonzalo Villalba y Alfonso Aparicio Morós.

## Audiencia
| Temporada | Temporada | Programas                        | Número de programas | Estreno                         | Final                       | Etapa                                | Audiencia media | Audiencia media   |
| Temporada | Temporada | Programas                        | Número de programas | Estreno                         | Final                       | Etapa                                | Espectadores    | Cuota de pantalla |
| --------- | --------- | -------------------------------- | ------------------- | ------------------------------- | --------------------------- | ------------------------------------ | --------------- | ----------------- |
|           | 1.ª       | 1 a 19                           | 19                  | Jueves, 16 de enero de 2014     | Jueves, 12 de junio de 2014 | Ochéntame otra vez                   | 1.367.000       | 10,0%             |
|           | 2.ª       | 20 a 38                          | 19                  | Jueves, 8 de enero de 2015      | Jueves, 21 de mayo de 2015  | Ochéntame otra vez                   | 1.283.000       | 9,6%              |
|           | 3.ª       | 39 a 57                          | 19                  | Jueves, 7 de enero de 2016      | Jueves, 19 de mayo de 2016  | Ochéntame otra vez                   | 1.237.000       | 10,0%             |
|           | 4.ª       | 58 a 76                          | 19                  | Jueves, 12 de enero de 2017     | Jueves, 25 de mayo de 2017  | Ochéntame otra vez                   | 809.000         | 8,4%              |
|           | 5.ª       | 77 a 85                          | 19                  | Jueves, 25 de enero de 2018     | Jueves, 22 de marzo de 2018 | Ochéntame otra vez                   | 996.000         | 10,3%             |
| 86 a 95   | 5.ª       | Jueves, 20 de septiembre de 2018 | 19                  | Jueves, 29 de noviembre de 2018 | 768.000                     | Ochéntame otra vez                   | 8,2%            |                   |
|           | 6.ª       | 96 a 105                         | 21                  | Jueves, 21 de marzo de 2019     | Jueves, 30 de mayo de 2019  | Ochéntame otra vez                   | 692.000         | 7,4%              |
| 106 a 116 | 6.ª       | Jueves, 2 de enero de 2020       | 21                  | Jueves, 12 de marzo de 2020     | 832.000                     | Ochéntame otra vez                   | 8,6%            |                   |
|           | 7.ª       | 117 a 134                        | 18                  | Jueves, 14 de enero de 2021     | Jueves, 20 de mayo de 2021  | Novéntame otra vez                   | 866.000         | 6,8%              |
| Total     | Total     | Total                            | 134                 | Jueves, 16 de enero de 2014     | Jueves, 20 de mayo de 2021  | Ochéntame otra vezNovéntame otra vez | 1.026.000       | 8,9%              |

- La 5.ª temporada conformada por 19 programas, se emitió dividida en dos partes: La primera conformada por 9 programas y emitida desde el 25 de enero de 2018 al 22 de marzo de 2018 y la segunda con 10 programas del 20 de septiembre de 2018 al 29 de noviembre de 2018. La media total obtenida fue de 876.000 (9,2%).
- La 6.ª temporada conformada por 21 programas se emitió dividida en una tanda con 10 programas y en otra con 11: La primera desde el 21 de marzo de 2019 al 30 de mayo de 2019 y la segunda desde el 2 de enero de 2020 al 12 de marzo de 2020. La media total obtenida a lo largo de la temporada fue de 765.000 (8,0%).

| N.º (serie)                      | N.º (temp.) | Título                                               | Fecha de emisión                 | Audiencia         |
| -------------------------------- | ----------- | ---------------------------------------------------- | -------------------------------- | ----------------- |
| 1.ª TEMPORADA (2014)             |             |                                                      |                                  |                   |
| 1                                | 1           | «De Naranjito a la Roja»                             | Jueves, 16 de enero de 2014      | 1.714.000 (11,8%) |
| 2                                | 2           | «Mi rollo es el Rock»                                | Jueves, 23 de enero de 2014      | 1.161.000 (8,0%)  |
| 3                                | 3           | «La tele se desnuda»                                 | Jueves, 30 de enero de 2014      | 1.827.000 (12,0%) |
| 4                                | 4           | «Los niños de la EGB»                                | Jueves, 6 de febrero de 2014     | 1.468.000 (8,7%)  |
| 5                                | 5           | «Muertos de risa»                                    | Jueves, 13 de febrero de 2014    | 1.565.000 (10,3%) |
| 6                                | 6           | «Sabor de barrio»                                    | Jueves, 20 de febrero de 2014    | 1.319.000 (8,7%)  |
| 7                                | 7           | «La otra movida»                                     | Jueves, 27 de febrero de 2014    | 1.045.000 (6,7%)  |
| 8                                | 8           | «La noche del cambio»                                | Jueves, 6 de marzo de 2014       | 1.327.000 (8,8%)  |
| 9                                | 9           | «Soy lo prohibido»                                   | Jueves, 13 de marzo de 2014      | 520.000 (4,9%)    |
| 10                               | 10          | «Cuando íbamos al cine»                              | Jueves, 20 de marzo de 2014      | 1.116.000 (7,7%)  |
| 11                               | 11          | «La vida en rosa»                                    | Jueves, 27 de marzo de 2014      | 1.895.000 (13,3%) |
| 12                               | 12          | «Cuando el Arte hizo Pop»                            | Jueves, 3 de abril de 2014       | 1.264.000 (8,8%)  |
| 13                               | 13          | «Los años duros»                                     | Jueves, 10 de abril de 2014      | 1.696.000 (12,4%) |
| 14                               | 14          | «La crónica negra»                                   | Jueves, 24 de abril de 2014      | 2.024.000 (14,8%) |
| 15                               | 15          | «Superfans»                                          | Jueves, 8 de mayo de 2014        | 1.268.000 (9,7%)  |
| 16                               | 16          | «Enamorados de la Moda»                              | Jueves, 22 de mayo de 2014       | 1.751.000 (12,8%) |
| 17                               | 17          | «El mundo que nos conmovió»                          | Jueves, 29 de mayo de 2014       | 1.683.000 (12,0%) |
| 18                               | 18          | «Cuando Madrid se movía»                             | Jueves, 5 de junio de 2014       | 1.464.000 (11,3%) |
| 19                               | 19          | «La alegría de vivir»                                | Jueves, 12 de junio de 2014      | 875.000 (7,9%)    |
| 2.ª TEMPORADA (2015)             |             |                                                      |                                  |                   |
| 20                               | 1           | «Los años de plomo»                                  | Jueves, 8 de enero de 2015       | 1.582.000 (13,2%) |
| 21                               | 2           | «Llámalo X»                                          | Jueves, 15 de enero de 2015      | 1.456.000 (12,3%) |
| 22                               | 3           | «Como yo te amo»                                     | Jueves, 22 de enero de 2015      | 1.733.000 (13,5%) |
| 23                               | 4           | «Vida de narcos»                                     | Jueves, 29 de enero de 2015      | 1.126.000 (8,9%)  |
| 24                               | 5           | «Soy gitano»                                         | Jueves, 5 de febrero de 2015     | 1.236.000 (9,5%)  |
| 25                               | 6           | «Paparazzi express»                                  | Jueves, 12 de febrero de 2015    | 1.100.000 (8,7%)  |
| 26                               | 7           | «Euro-visiones»                                      | Jueves, 19 de febrero de 2015    | 1.234.000 (10,2%) |
| 27                               | 8           | «El arte de provocar»                                | Jueves, 26 de febrero de 2015    | 909.000 (7,6%)    |
| 28                               | 9           | «La crónica negra II»                                | Jueves, 5 de marzo de 2015       | 1.363.000 (9,7%)  |
| 29                               | 10          | «Vidas de copla»                                     | Jueves, 12 de marzo de 2015      | 1.825.000 (12,0%) |
| 30                               | 11          | «Cuando un amigo se va...»                           | Jueves, 19 de marzo de 2015      | 1.476.000 (9,5%)  |
| 31                               | 12          | «El olor del dinero»                                 | Jueves, 26 de marzo de 2015      | 1.441.000 (8,9%)  |
| 32                               | 13          | «SIDA: La epidemia del siglo»                        | Jueves, 9 de abril de 2015       | 1.468.000 (9,4%)  |
| 33                               | 14          | «Aquellas ligas inolvidables»                        | Jueves, 16 de abril de 2015      | 1.024.000 (7,2%)  |
| 34                               | 15          | «La década en un clic»                               | Jueves, 23 de abril de 2015      | 908.000 (7,9%)    |
| 35                               | 16          | «La juventud canta y baila»                          | Jueves, 30 de abril de 2015      | 1.269.000 (9,6%)  |
| 36                               | 17          | «Misterios y leyendas»                               | Jueves, 7 de mayo de 2015        | 925.000 (5,9%)    |
| 37                               | 18          | «Flamenco revolution»                                | Jueves, 14 de mayo de 2015       | 1.074.000 (7,6%)  |
| 38                               | 19          | «Imposible de olvidar»                               | Jueves, 21 de mayo de 2015       | 1.237.000 (10,2%) |
| 3.ª TEMPORADA (2016)             |             |                                                      |                                  |                   |
| 39                               | 1           | «Año nuevo, vida nueva»                              | Jueves, 7 de enero de 2016       | 1.455.000 (11,6%) |
| 40                               | 2           | «¡A jugar!»                                          | Jueves, 14 de enero de 2016      | 1.207.000 (9,7%)  |
| 41                               | 3           | «Estrellas mediáticas»                               | Jueves, 21 de enero de 2016      | 1.631.000 (12,9%) |
| 42                               | 4           | «Somos rumberos»                                     | Jueves, 28 de enero de 2016      | 1.390.000 (11,3%) |
| 43                               | 5           | «Crónicas de un pueblo»                              | Jueves, 4 de febrero de 2016     | 1.260.000 (11,0%) |
| 44                               | 6           | «Amores de verano»                                   | Jueves, 11 de febrero de 2016    | 1.482.000 (12,1%) |
| 45                               | 7           | «Vengo a hablar de mi libro»                         | Jueves, 18 de febrero de 2016    | 1.230.000 (9,7%)  |
| 46                               | 8           | «Ya no soy esa»                                      | Jueves, 25 de febrero de 2016    | 1.220.000 (9,7%)  |
| 47                               | 9           | «¡Más música, por favor!»                            | Jueves, 3 de marzo de 2016       | 1.203.000 (9,7%)  |
| 48                               | 10          | «Soy rebelde»                                        | Jueves, 10 de marzo de 2016      | 1.128.000 (9,0%)  |
| 49                               | 11          | «Factoría de cómicos»                                | Jueves, 17 de marzo de 2016      | 1.169.000 (9,8%)  |
| 50                               | 12          | «Más flamenco»                                       | Jueves, 31 de marzo de 2016      | 1.030.000 (8,0%)  |
| 51                               | 13          | «Reporteros de guerra»                               | Jueves, 7 de abril de 2016       | 1.097.000 (8,6%)  |
| 52                               | 14          | «Iconos de España»                                   | Jueves, 14 de abril de 2016      | 964.000 (7,6%)    |
| 53                               | 15          | «Latin power»                                        | Jueves, 21 de abril de 2016      | 1.278.000 (10,2%) |
| 54                               | 16          | «Soy un truhan, soy un señor»                        | Jueves, 28 de abril de 2016      | 1.212.000 (9,4%)  |
| 55                               | 17          | «¿Cómo están ustedes?»                               | Jueves, 5 de mayo de 2016        | 1.405.000 (11,6%) |
| 56                               | 18          | «Italia nostra»                                      | Jueves, 12 de mayo de 2016       | 1.117.000 (9,9%)  |
| 57                               | 19          | «Pasión por la fiesta»                               | Jueves, 19 de mayo de 2016       | 1.026.000 (8,4%)  |
| 4.ª TEMPORADA (2017)             |             |                                                      |                                  |                   |
| 58                               | 1           | «Llegan los rock stars»                              | Jueves, 12 de enero de 2017      | 752.000 (7,1%)    |
| 59                               | 2           | «Irrepetibles TV»                                    | Jueves, 19 de enero de 2017      | 985.000 (8,5%)    |
| 60                               | 3           | «El amigo americano»                                 | Jueves, 26 de enero de 2017      | 777.000 (7,6%)    |
| 61                               | 4           | «Rumberos para siempre»                              | Jueves, 2 de febrero de 2017     | 854.000 (8,7%)    |
| 62                               | 5           | «Captados por las sectas»                            | Jueves, 9 de febrero de 2017     | 834.000 (8,1%)    |
| 63                               | 6           | «El sueño europeo»                                   | Jueves, 16 de febrero de 2017    | 888.000 (8,6%)    |
| 64                               | 7           | «Arden las gradas»                                   | Jueves, 23 de febrero de 2017    | 833.000 (7,9%)    |
| 65                               | 8           | «¿Qué fue de los cantautores?»                       | Jueves, 2 de marzo de 2017       | 987.000 (10,2%)   |
| 66                               | 9           | «Benidorm, Benidorm»                                 | Jueves, 9 de marzo de 2017       | 1.148.000 (11,9%) |
| 67                               | 10          | «La copla también es cosa de hombres»                | Jueves, 16 de marzo de 2017      | 1.013.000 (10,2%) |
| 68                               | 11          | «La libertad tenía un precio»                        | Jueves, 30 de marzo de 2017      | 947.000 (9,7%)    |
| 69                               | 12          | «Ibiza era una fiesta»                               | Jueves, 6 de abril de 2017       | 989.000 (11,1%)   |
| 70                               | 13          | «Corazón verde»                                      | Jueves, 20 de abril de 2017      | 566.000 (6,7%)    |
| 71                               | 14          | «El arte de la publicidad»                           | Jueves, 27 de abril de 2017      | 620.000 (6,5%)    |
| 72                               | 15          | «Vidas rotas»                                        | Jueves, 27 de abril de 2017      | 263.000 (5,0%)    |
| 73                               | 16          | «Sangre de aventureros»                              | Jueves, 4 de mayo de 2017        | 764.000 (7,8%)    |
| 74                               | 17          | «Actrices del cambio»                                | Jueves, 11 de mayo de 2017       | 812.000 (8,2%)    |
| 75                               | 18          | «Bolero eterno»                                      | Jueves, 18 de mayo de 2017       | 743.000 (8,0%)    |
| 76                               | 19          | «El sueño olímpico»                                  | Jueves, 25 de mayo de 2017       | 606.000 (7,0%)    |
| 5.ª TEMPORADA (1.ª parte - 2018) |             |                                                      |                                  |                   |
| 77                               | 1           | «Moderno... pero cañí»                               | Jueves, 25 de enero de 2018      | 1.054.000 (11,2%) |
| 78                               | 2           | «Rebelión en las aulas»                              | Jueves, 1 de febrero de 2018     | 910.000 (10,2%)   |
| 79                               | 3           | «Typical spanish»                                    | Jueves, 8 de febrero de 2018     | 1.005.000 (10,7%) |
| 80                               | 4           | «Emigrantes de ida y vuelta»                         | Jueves, 15 de febrero de 2018    | 965.000 (9,7%)    |
| 81                               | 5           | «23-F: Yo lo viví»                                   | Jueves, 22 de febrero de 2018    | 1.095.000 (10,7%) |
| 82                               | 6           | «La república de las letras»                         | Jueves, 1 de marzo de 2018       | 664.000 (7,1%)    |
| 83                               | 7           | «Generación Vaquilla»                                | Jueves, 8 de marzo de 2018       | 1.102.000 (11,7%) |
| 84                               | 8           | «Himnos de los 80 (Vol. 1)»                          | Jueves, 15 de marzo de 2018      | 1.064.000 (10,5%) |
| 85                               | 9           | «Himnos de los 80 (Vol. 2)»                          | Jueves, 22 de marzo de 2018      | 1.104.000 (10,9%) |
| 5.ª TEMPORADA (2.ª parte - 2018) |             |                                                      |                                  |                   |
| 86                               | 10          | «Más que bakalao»                                    | Jueves, 20 de septiembre de 2018 | 581.000 (6,8%)    |
| 87                               | 11          | «Mamá, soy gay»                                      | Jueves, 27 de septiembre de 2018 | 827.000 (8,5%)    |
| 88                               | 12          | «Mallorca: la joya de la corona»                     | Jueves, 4 de octubre de 2018     | 656.000 (7,3%)    |
| 89                               | 13          | «La sombra de Dalí»                                  | Jueves, 11 de octubre de 2018    | 796.000 (7,1%)    |
| 90                               | 14          | «Rompan filas»                                       | Jueves, 18 de octubre de 2018    | 738.000 (8,5%)    |
| 91                               | 15          | «La huella de la Expo»                               | Jueves, 25 de octubre de 2018    | 648.000 (7,1%)    |
| 92                               | 16          | «Galicia, sitio distinto»                            | Jueves, 8 de noviembre de 2018   | 629.000 (6,6%)    |
| 93                               | 17          | «Hoy como ayer»                                      | Jueves, 15 de noviembre de 2018  | 1.003.000 (9,7%)  |
| 94                               | 18          | «Mecano: me cuesta tanto olvidarte»                  | Jueves, 22 de noviembre de 2018  | 932.000 (10,2%)   |
| 95                               | 19          | «Viaje con nosotros»                                 | Jueves, 29 de noviembre de 2018  | 870.000 (10,1%)   |
| 6.ª TEMPORADA (1.ª parte - 2019) |             |                                                      |                                  |                   |
| 96                               | 1           | «Himnos de los 80 (Vol. 3)»                          | Jueves, 21 de marzo de 2019      | 836.000 (9,7%)    |
| 97                               | 2           | «¡Esto es un atraco!»                                | Jueves, 28 de marzo de 2019      | 889.000 (9,0%)    |
| 98                               | 3           | «Las autononuestras»                                 | Jueves, 4 de abril de 2019       | 699.000 (7,3%)    |
| 99                               | 4           | «El otro lado de la verja»                           | Jueves, 11 de abril de 2019      | 368.000 (3,9%)    |
| 100                              | 5           | «Latidoamérica»                                      | Jueves, 25 de abril de 2019      | 583.000 (5,4%)    |
| 101                              | 6           | «La leyenda del Dioni»                               | Jueves, 2 de mayo de 2019        | 785.000 (8,1%)    |
| 102                              | 7           | «¡Que canten los niños!»                             | Jueves, 9 de mayo de 2019        | 629.000 (7,2%)    |
| 103                              | 8           | «Yo soy víctima de la colza»                         | Jueves, 16 de mayo de 2019       | 892.000 (9,3%)    |
| 104                              | 9           | «Perdona, solo era una broma»                        | Jueves, 23 de mayo de 2019       | 649.000 (7,2%)    |
| 105                              | 10          | «Locos por las bicis»                                | Jueves, 30 de mayo de 2019       | 589.000 (6,5%)    |
| 6.ª TEMPORADA (2.ª parte - 2020) |             |                                                      |                                  |                   |
| 106                              | 11          | «Himnos de los 80 (Vol. 4)»                          | Jueves, 2 de enero de 2020       | 966.000 (9,3%)    |
| 107                              | 12          | «¿Dónde está el Nani?»                               | Jueves, 9 de enero de 2020       | 623.000 (6,7%)    |
| 108                              | 13          | «¡Me paso el día bailando!»                          | Jueves, 16 de enero de 2020      | 1.066.000 (11,2%) |
| 109                              | 14          | «El crimen de los Urquijo»                           | Jueves, 23 de enero de 2020      | 994.000 (9,9%)    |
| 110                              | 15          | «¡Ay Bilbao, cuánto has cambiao!»                    | Jueves, 30 de enero de 2020      | 735.000 (8,1%)    |
| 111                              | 16          | «Raphael phorever»                                   | Jueves, 6 de febrero de 2020     | 814.000 (8,4%)    |
| 112                              | 17          | «Papa Tour»                                          | Jueves, 13 de febrero de 2020    | 765.000 (7,7%)    |
| 113                              | 18          | «Terapia de pareja»                                  | Jueves, 20 de febrero de 2020    | 851.000 (8,8%)    |
| 114                              | 19          | «¡Vamos a la huelga!»                                | Jueves, 27 de febrero de 2020    | 648.000 (6,9%)    |
| 115                              | 20          | «Érase una vez en Almería»                           | Jueves, 5 de marzo de 2020       | 792.000 (8,6%)    |
| 116                              | 21          | «Novéntame»                                          | Jueves, 12 de marzo de 2020      | 899.000 (9,1%)    |
| 7.ª TEMPORADA (2021)             |             |                                                      |                                  |                   |
| 117                              | 1           | «Demasiado "corasón"»                                | Jueves, 14 de enero de 2021      | 1.454.000 (11,5%) |
| 118                              | 2           | «Pasión por Telepasión»                              | Jueves, 21 de enero de 2021      | 1.041.000 (7,6%)  |
| 119                              | 3           | «Roldán, todo por la pasta»                          | Jueves, 28 de enero de 2021      | 850.000 (6,3%)    |
| 120                              | 4           | «Temazos de los 90 (Vol. 1)»                         | Jueves, 4 de febrero de 2021     | 1.082.000 (8,2%)  |
| 121                              | 5           | «Genocidio en Yugoslavia, la Europa de la vergüenza» | Jueves, 11 de febrero de 2021    | 870.000 (6,5%)    |
| 122                              | 6           | «Seguimos hablando de sexo»                          | Jueves, 18 de febrero de 2021    | 837.000 (6,9%)    |
| 123                              | 7           | «Cambiando el chip»                                  | Jueves, 25 de febrero de 2021    | 823.000 (6,2%)    |
| 124                              | 8           | «Rumbosos 90»                                        | Jueves, 4 de marzo de 2021       | 884.000 (6,8%)    |
| 125                              | 9           | «Imperioso Gil»                                      | Jueves, 11 de marzo de 2021      | 950.000 (7,6%)    |
| 126                              | 10          | «Menestra revolution»                                | Jueves, 18 de marzo de 2021      | 871.000 (6,9%)    |
| 127                              | 11          | «Cuando se rompió el silencio»                       | Jueves, 25 de marzo de 2021      | 663.000 (7,0%)    |
| 128                              | 12          | «Territorio Indie»                                   | Jueves, 8 de abril de 2021       | 424.000 (3,1%)    |
| 129                              | 13          | «Chiquito I el Granderl»                             | Jueves, 15 de abril de 2021      | 812.000 (6,1%)    |
| 130                              | 14          | «Crónica en negro»                                   | Jueves, 22 de abril de 2021      | 868.000 (6,3%)    |
| 131                              | 15          | «La tele que vino de Italia»                         | Jueves, 29 de abril de 2021      | 731.000 (5,2%)    |
| 132                              | 16          | «Temazos de los 90 (Vol. 2)»                         | Jueves, 6 de mayo de 2021        | 880.000 (7,0%)    |
| 133                              | 17          | «Tres grados para el colapso»                        | Jueves, 13 de mayo de 2021       | 766.000 (5,8%)    |
| 134                              | 18          | «Lobatón sabe dónde»                                 | Jueves, 20 de mayo de 2021       | 779.000 (6,8%)    |

## Reconocimientos
| Año                | Categoría | Resultado |
| ------------------ | --- | --------- |
| Premios Ondas      | |           |
| 2014               | Internacional | Ganador   |
| 2017               | Premio Ondas Nacional de Televisión al Mejor Programa de Actualidad o Cobertura Especial                                                   | Ganador   |
| Premios Iris       | |           |
| 2015               | Mejor programa documental | Ganador   |
| FesTVal de Vitoria | |           |
| 2015               | Premio del jurado de la crítica: Mejor programa de entretenimiento por ofrecer una panorámica entretenida y rigurosa de una década crucial | Ganador   |